# Raymundo Damasceno Assis
Raymundo Damasceno Assis (ur. 15 lutego 1937 w Capela Nova) – brazylijski duchowny rzymskokatolicki, arcybiskup metropolita Aparecidy w latach 2004–2016, kardynał od 2010.

## Życiorys
19 marca 1968 przyjął święcenia kapłańskie i został inkardynowany do archidiecezji Brasílii. Pracował m.in. jako kanclerz kurii, był też wykładowcą miejscowego seminarium oraz Universidade de Brasília.
18 czerwca 1986 papież Jan Paweł II mianował go biskupem pomocniczym Brasílii i nadał mu stolicę tytularną Nova Petra. Sakrę otrzymał 15 sierpnia 1986 z rąk ówczesnego ordynariusza archidiecezji, kardynała José Freire Falcão.
W latach 1995–2003 zajmował stanowisko sekretarza generalnego Konferencji Episkopatu Brazylii. 28 stycznia 2004 został powołany na urząd metropolity Aparecidy, jego ingres do tamtejszej katedry odbył się 25 marca 2004. W 2007 został wybrany przewodniczącym Rady Biskupów Ameryki Łacińskiej – CELAM. Regularnie bywał także w Watykanie, gdzie był członkiem Papieskiej Rady ds. Środków Społecznego Przekazu, a potem Papieskiej Komisji ds. Ameryki Łacińskiej. 20 października 2010 znalazł się na ogłoszonej przez papieża Benedykta XVI liście nowych kardynałów, których kreacja nastąpiła na konsystorzu 20 listopada 2010.
13 maja 2011 został wybrany przewodniczącym Konferencji Episkopatu Brazylii na czteroletnią kadencję.
16 listopada 2016 papież Franciszek przyjął jego rezygnację z urzędu arcybiskupa.
Brał udział w konklawe 2013, które wybrało papieża Franciszka. 15 lutego 2017 w związku z ukończeniem 80 lat utracił prawo do czynnego udziału w przyszłych konklawe.